# Calilegua
Calilegua è un comune (municipio in spagnolo) dell'Argentina, appartenente alla provincia di Jujuy, nel dipartimento di Ledesma. È posto a 170 km dalla capitale provinciale di San Salvador de Jujuy.
In base al censimento del 2001, nel territorio comunale dimorano 5.174 abitanti, con un aumento del 24,61% rispetto al censimento precedente (1991). Di questi abitanti, il 48,27% sono donne e il 51,72% uomini. Nel 2001 la sola città di Calilegua, sede municipale, contava 4.888 abitanti.
L'agglomerato sorge dopo il 1756, quando i Gesuiti fondano la Reducción San Ignacio de los Tobas. La cittadina dà il nome al vicino parco nazionale (Parque Nacional Calilegua).